# Mayville (New York)
Mayville is een plaats (village) in de Amerikaanse staat New York, en valt bestuurlijk gezien onder Chautauqua County. De plaats maakt deel uit van de Town of Chautauqua.

## Demografie
Bij de volkstelling in 2000 werd het aantal inwoners vastgesteld op 1756.
In 2006 is het aantal inwoners door het United States Census Bureau geschat op 1718, een daling van 38 (-2,2%).

## Geografie
Volgens het United States Census Bureau beslaat de plaats een oppervlakte van
5,2 km², geheel bestaande uit land.

## Plaatsen in de nabije omgeving
De onderstaande figuur toont nabijgelegen plaatsen in een straal van 20 km rond Mayville.